# Believe (album của Justin Bieber)
Believe là album phòng thu thứ ba của ca sĩ người Canada, Justin Bieber. Album được sản xuất ngày 15 tháng 6, năm 2012 thông qua hãng đĩa Schoolboy, RBMG và Island. Album mang thể loại teen-pop và các yếu tố của dance-pop lẫn R&B.
Believe phát hành hai đĩa đơn, đó là "Boyfriend" và "As Long as You Love Me". Trong đó, "Boyfriend", đĩa đơn đầu của album, phát hành ngày 26 tháng 3 năm 2012, là đĩa đơn thành công nhất của anh từ trước tới giờ tại Mỹ, đạt vị trí á quân bảng xếp hạng Billboard Hot 100, với 521.000 bản kĩ thuật số được bán ra trong tuần đầu tiên. "As Long As You Love Me" được dự kiến sẽ phát hành làm đĩa đơn thứ hai, chính thức vào ngày 10 tháng 7 năm 2012, và đạt vị trí 21 trên Billboard Hot 100.

## Thực hiện
Vào ngày 1 tháng 3 năm 2012, Justin Bieber xuất hiện trên chương trình Ellen DeGeneres và thông báo với những người hâm mộ của anh rằng, ca khúc "Boyfriend" sẽ là đĩa đơn đầu tiên của album, và sẽ được phát hành vào ngày 26 tháng 3. Ca khúc được sáng tác bởi Bieber và Mike Posner, và sản xuất bởi Posner và Mason Levy.
Bieber cũng mới những người hâm mộ đến để tham gia vào đĩa đơn "Boyfriend" như sau; trên trang mạng chính thức của Justin Bieber sẽ có hai bìa đĩa đơn cho ca khúc, và các fan sẽ chọn bìa đĩa mà họ cảm thấy là phù hợp. Và bìa đĩa được các fan bầu chọn nhiều nhất đã được làm bìa đĩa chính thức cho đĩa đơn này.

## Đĩa đơn
Bieber thông báo trên trang mạng xã hội Twitter rằng album mới toanh, Believe sẽ được phát hành vào tháng 3 năm 2012. Ngoài ra, anh cũng thông báo trên Chương trình Ellen DeGeneres rằng đĩa đơn đầu tiên của album sẽ là "Boyfriend", và được phát hành ngày 26 tháng 3 năm 2012. Đây là đĩa đơn thành công nhất của anh tại Mỹ, ra mắt tại vị trí á quân bảng xếp hạng Billboard Hot 100 và đạt doanh số 521.000 bản đĩa nhạc kỹ thuật số trong tuần đầu tiên.
Hãng thu âm Island/Def Jam cũng xác nhận vào ngày 26 tháng 6 năm 2012 rằng "As Long As You Love Me" của Justin Bieber hợp tác với Big Sean, đã từng làm đĩa đơn quảng bá thứ ba và cuối cùng, một phần của chương trình đếm ngược đến ngày phát hành của Believe trên iTunes, sẽ được phát hành dưới dạng đĩa đơn chính thức và thứ hai của album, vào ngày 10 tháng 7.

## Đánh giá chuyên môn
| Đánh giá chuyên môn  | Đánh giá chuyên môn |
| Điểm trung bình      | Điểm trung bình     |
| Nguồn                | Đánh giá            |
| -------------------- | ------------------- |
| Metacritic           | 68/100              |
| Nguồn đánh giá       |                     |
| Nguồn                | Đánh giá            |
| AllMusic             | [ 7 ]               |
| The A.V. Club        | B−                  |
| BBC Music            | favorable           |
| Entertainment Weekly | B+                  |
| The Independent      | [ 11 ]              |
| Los Angeles Times    | [ 12 ]              |
| Now                  | 3/5                 |
| The Observer         | [ 14 ]              |
| Rolling Stone        | [ 15 ]              |
| Slant Magazine       | [ 16 ]              |

Believe chủ yếu nhận được những đánh giá tích cực từ những nhà phê bình âm nhạc. Tại Metacritic, với thang điểm tối đa là 100 cho các ấn hành âm nhạc, đã cho album số điểm trung bình 68, dựa trên 13 lần xem và được coi là "album có những lượt xem yêu thích".
Trong khi BBC Music nhận xét rằng chất giọng của Bieber đang chuyển hóa sang giai đoạn "tween" (người lớn trẻ), nó cũng xem xét những chuyển hóa dần dần, khác với các album trước. The New York Times ghi nhận việc thay đổi về mặt thể hiện ca khúc của Bieber theo thời gian. Album này nhấn mạnh chất giọng khỏe khoắn, không cần tăng cường những thiết bị trợ giúp giọng hát như các album trước. Entertainment Weekly ca ngợi sự đi lên của ngôi sao nhạc pop trẻ, nói album vừa là "một sự tái tạo" vừa là "một sự tiến hóa". Tạp chí Rolling Stone chú ý về chất giọng sâu hơn và những nhịp đập (beat) mạnh mẽ trong album, mặc dù nó chỉ trích về việc mang tính tình dục ẩn dụ trong album này. Một số thính giả cũng so sánh Bieber với Justin Timberlake, biểu tượng sex, từ một ngôi sao nhạc pop trẻ tuổi trưởng thành hơn bao giờ hết, với những ý dụ về tình dục trong album.

## Diễn biến trên thị trường âm nhạc
Believe ra mắt tại vị trí quán quân bảng xếp hạng Billboard 200 với doanh số 374.000 bản - doanh số ra mắt lớn nhất cho mọi album năm 2012 (vượt qua album M.D.N.A. của nữ hoàng nhạc pop Madonna), và là album phòng thu thứ hai của Justin Bieber có mặt tại vị trí quán quân bảng xếp hạng này (album đầu tiên là Never Say Never: The Remixes năm 2011). Doanh số album tại Canada là 57.000 bản trong tuần đầu tiên và đạt quán quân bảng xếp hạng Canadian Albums Chart. Album cũng đạt quán quân tại UK Albums Chart của Liên hiệp Anh, trở thành nghệ sĩ solo nam thứ hai trẻ nhất có album quán quân tại đây. Tại Nhật Bản, album đạt vị trí thứ bảy trên bảng xếp hạng Oricon với doanh số 13.886 bản.

## Danh sách ca khúc
| STT | Nhan đề                                         | Sáng tác | Sản xuất                         | Thời lượng |
| --- | ----------------------------------------------- | --- | -------------------------------- | ---------- |
| 1.  | "All Around the World" (hợp tác với Ludacris)   | Justin Bieber, Nasri Atweh, Adam Messinger, Nolan Lambroza, Christopher Bridges                                                                                    | Messinger, Nasri, Nolan Lambroza | 4:02       |
| 2.  | "Boyfriend"                                     | Bieber, Mike Posner, Mason Levy, Matthew Musto | Posner, MdL                      | 2:53       |
| 3.  | "As Long as You Love Me" (hợp tác với Big Sean) | Rodney "Darkchild" Jerkins, Andre Lindal, Atweh, Bieber, Sean Anderson,                                                                                            | Darkchild, Lindal                | 3:49       |
| 4.  | "Catching Feelings"                             | Bieber, Patrick "j.Que" Smith, Antonio Dixon, Eric Dawkins, Damon Thomas, Kenneth Edmonds                                                                          | The Pentagon, j.Que              | 3:54       |
| 5.  | "Take You"                                      | Bieber, Raphaël Judrin, Pierre-Antoine Melki, Ross Golan, James Abrahart, Alex Dezen, Ben Maddahi                                                                  | soFLY & Nius                     | 3:40       |
| 6.  | "Right Here" (hợp tác với Drake)                | Bieber, Chauncey Hollis, Aubrey Graham, Eric Bellinger | Hit-Boy                          | 3:24       |
| 7.  | "Fall"                                          | Bieber, Mason Levy, Jacob Lutrell | MdL, Lutrell                     | 4:08       |
| 8.  | "Die in Your Arms"                              | Jerkins, Dennis "Aganee" Jenkins, Travis Sayles, Thomas Lumpkins, Kelly Lumpkins, Bieber, Berry Gordy, Alphonso Mizell, Freddie Perren, Deke Richards, Herb Rooney | Darkchild, Aganee, Sayles        | 3:57       |
| 9.  | "Thought of You"                                | Bieber, Ariel Rechtshaid, Thomas Pentz, Bellinger | Ariel Rechtshaid, Diplo          | 3:50       |
| 10. | "Beauty and a Beat" (hợp tác với Nicki Minaj)   | Max Martin, Anton Zaslavski, Savan Kotecha, Onika Maraj | Martin, Zedd                     | 3:48       |
| 11. | "One Love"                                      | Bieber, Brandon Green | Bei Maejor                       | 3:54       |
| 12. | "Be Alright"                                    | Bieber, Dan Kanter | Bieber, Kanter                   | 3:09       |
| 13. | "Believe"                                       | Bieber, Atweh, Messinger, Lambroza, Tucker | Messinger, Nasri                 | 3:42       |

| Ca khúc tặng kèm phiên bản iTunes | Ca khúc tặng kèm phiên bản iTunes | Ca khúc tặng kèm phiên bản iTunes | Ca khúc tặng kèm phiên bản iTunes | Ca khúc tặng kèm phiên bản iTunes |
| STT                               | Nhan đề                           | Sáng tác                          | Sản xuất                          | Thời lượng                        |
| --------------------------------- | --------------------------------- | --------------------------------- | --------------------------------- | --------------------------------- |
| 14.                               | "Love Me Like You Do"             | Bieber, Green                     | Bei Maejor                        | 4:39                              |

| Ca khúc tặng kèm phiên bản Ticketmaster/European Amazon MP3 | Ca khúc tặng kèm phiên bản Ticketmaster/European Amazon MP3 | Ca khúc tặng kèm phiên bản Ticketmaster/European Amazon MP3 |
| STT                                                         | Nhan đề                                                     | Thời lượng                                                  |
| ----------------------------------------------------------- | ----------------------------------------------------------- | ----------------------------------------------------------- |
| 14.                                                         | "Hey Girl"                                                  | 1:38                                                        |

| Ca khúc tặng kèm phiên bản Thụy Điển/Spotify | Ca khúc tặng kèm phiên bản Thụy Điển/Spotify | Ca khúc tặng kèm phiên bản Thụy Điển/Spotify                    | Ca khúc tặng kèm phiên bản Thụy Điển/Spotify | Ca khúc tặng kèm phiên bản Thụy Điển/Spotify |
| STT                                          | Nhan đề                                      | Sáng tác                                                        | Sản xuất                                     | Thời lượng                                   |
| -------------------------------------------- | -------------------------------------------- | --------------------------------------------------------------- | -------------------------------------------- | -------------------------------------------- |
| 14.                                          | "Fairytale" (hợp tác với Jaden Smith)        | Justin Bieber, Jaden Smith, Bernard Harvey, Anthony L. Saunders | Harv & S for HarvSquad Productions           | 3:12                                         |

| Ca khúc tặng kèm phiên bản đặc biệt | Ca khúc tặng kèm phiên bản đặc biệt | Ca khúc tặng kèm phiên bản đặc biệt                 | Ca khúc tặng kèm phiên bản đặc biệt | Ca khúc tặng kèm phiên bản đặc biệt |
| STT                                 | Nhan đề                             | Sáng tác                                            | Sản xuất                            | Thời lượng                          |
| ----------------------------------- | ----------------------------------- | --------------------------------------------------- | ----------------------------------- | ----------------------------------- |
| 14.                                 | "Out of Town Girl"                  | Bieber, Kenneth Coby, Graham Edwards, William Homer | Soundz                              | 3:33                                |
| 15.                                 | "She Don't Like the Lights"         | Jerkins, Lindal, Tiyon Mack, Bieber                 | Darkchild, Lindal                   | 3:59                                |
| 16.                                 | "Maria"                             | Jerkins, August Rigo, Bieber, Scott Braun           | Darkchild                           | 4:08                                |

| Ca khúc tặng kèm phiên bản đặc biệt tại Nhật | Ca khúc tặng kèm phiên bản đặc biệt tại Nhật | Ca khúc tặng kèm phiên bản đặc biệt tại Nhật                       | Ca khúc tặng kèm phiên bản đặc biệt tại Nhật | Ca khúc tặng kèm phiên bản đặc biệt tại Nhật |
| STT                                          | Nhan đề                                      | Sáng tác                                                           | Sản xuất                                     | Thời lượng                                   |
| -------------------------------------------- | -------------------------------------------- | ------------------------------------------------------------------ | -------------------------------------------- | -------------------------------------------- |
| 17.                                          | "Just Like Them"                             | Nasri, Bernard Harvey, Anthony L. Saunders, Adam Messinger, Bieber | Harv & S for HarvSquad Productions.          | 2:52                                         |

Ghi chú
- "Die in Your Arms" có chứa đoạn nhạc mẫu trong đĩa nhạc "We Got a Good Thing Going" được biểu diễn bởi Michael Jackson, và sáng tác bởi Berry Gordy, Alphonso Mizell, Freddie Perren, và Deke Richards. Ca khúc cũng chứa đoạn nhạc mẫu trong đĩa nhạc "Synthetic Substitution" biểu diễn bởi Melvin Bliss và sáng tác bởi Herb Rooney.

## Xếp hạng và lượng tiêu thụ
| Bảng xếp hạng (2012)            | Vị trí cao nhất |
| ------------------------------- | --------------- |
| Australian Albums Chart         | 1               |
| Austrian Albums Chart           | 1               |
| Belgian Albums Chart (Flanders) | 2               |
| Belgian Albums Chart (Wallonia) | 2               |
| Canadian Albums Chart           | 1               |
| Croatian Albums Chart           | 40              |
| Czech Albums Chart              | 6               |
| Danish Albums Chart             | 1               |
| Dutch Albums Chart              | 2               |
| Finnish Albums Chart            | 3               |
| French Albums Chart             | 3               |
| German Albums Chart             | 3               |
| Greek Albums Chart              | 4               |
| Hungarian Albums Chart          | 27              |
| Irish Albums Chart              | 1               |
| Italian Albums Chart            | 1               |
| Japanese Albums Chart           | 7               |
| Mexican Albums Chart            | 1               |
| New Zealand Albums Chart        | 1               |
| Norwegian Albums Chart          | 1               |
| Polish Albums Chart             | 4               |
| Portuguese Albums Chart         | 2               |
| Scottish Albums Chart           | 3               |
| Spanish Albums Chart            | 1               |
| Swedish Albums Chart            | 1               |
| Swiss Albums Chart              | 3               |
| UK Albums Chart                 | 1               |
| Billboard 200                   | 1               |

| Quốc gia                 | Doanh số |
| ------------------------ | -------- |
| Brazil (ABPD)            | Bạch kim |
| Tây Ban Nha (PROMUSICAE) | Vàng     |

## Lịch sử phát hành
| Quốc gia      | Ngày                | Hãng đĩa                |
| ------------- | ------------------- | ----------------------- |
| Úc            | 15 tháng 6 năm 2012 | Universal Music         |
| Đức           | 15 tháng 6 năm 2012 | Universal Music         |
| Ireland       | 15 tháng 6 năm 2012 | Def Jam, Mercury        |
| Liên hiệp Anh | 18 tháng 6 năm 2012 | Def Jam, Mercury        |
| Mỹ            | 19 tháng 6 năm 2012 | Schoolboy, RBMG, Island |
| Ba Lan        | 19 tháng 6 năm 2012 | Universal Music         |
| Nhật Bản      | 20 tháng 6 năm 2012 | Universal Music         |